# Boris Bachert
Boris Bachert (* 16. April 1981 in Buchen) ist ein ehemaliger deutscher Tennisspieler.

## Karriere
Bachert begann das Tennisspielen beim TC Grün Weiß Buchen. 1993 wurde Bachert deutscher Einzel-Meister der U12, ein Jahr später wurde er Meister der U14 im Einzel und Doppel; 1995 wurde er im Einzel und Doppel Vizemeister. Er gehörte gemeinsam mit Nicolas Kiefer, Alex Rădulescu, Daniel Leßke und Björn Phau dem 1997 gegründeten Mercedes Junior-Team unter der Leitung von Boris Becker an. Er schaffte letztlich aber nie, sich erfolgreich auf der ATP Tour zu etablieren, bei den Junioren stand er Ende 1998 auf Platz 105.
Seine höchste Platzierung in der Tennisweltrangliste der Profis im Einzel erreichte er am 31. Juli 2000 mit dem 877. Platz. Beim ATP-Turnier in Kitzbühel 1998 gelang ihm der einzige Sprung ins ATP-Hauptfeld, er scheiterte dort aber in der 1. Runde an Rainer Schüttler. 1999 unterlag er beim Challenger-Turnier von Freudenstadt in der ersten Hauptrunde. Ferner kann er einen Sieg gegen den Australier Paul Hanley in der Qualifikation des Challengers in Ho-Chi-Minh-Stadt vorweisen, verlor aber sodann in der ersten Hauptrunde. Bachert spielte zwischen 2004 und 2010 für den TC Wolfsberg Pforzheim in der 2. Tennis-Bundesliga.